# Avicarvil
Compania Avicarvil și-a început activitatea prin preluarea uneia dintre cele mai mari platforme de creștere a păsărilor din România, cu vastă experiență în creșterea puilor, datând din anul 1978.
Avicarvil a început investițiile în anul 2008 prin retehnologizarea fermelor, mărirea capacității de sacrificare a abatorului și construcția unei platforme logistice în anul 2011. În prezent, abatorul se află într-un amplu proces de retehnologizare și extindere a capacității, proiect ce se va finaliza la sfârșitul anului 2013.
Compania a dezvoltat o rețea proprie de magazine reunita sub brandul „La Provincia”, rețea compusă, în prezent, din aproximativ 60 de magazine. Jumătate din producția rezultată este vândută prin intermediul magazinelor proprii, dar și a celorlalte firme partenere din Grupul Carmistin, cealaltă jumătate fiind vândută prin distribuția proprie, Ika și export.
Avicarvil a construit prima fermă de creștere a puilor din România, care include producerea de energie verde (panouri fotovoltaice).
Compania Avicarvil își vinde produsele sub brandul denumit „La Provincia”, puii sacrificați și comercializați provenind din propriile ferme. Pe lângă fermele deținute de societate la momentul preluării acesteia, în prezent, se derulează un amplu program de investiții în construcția de noi ferme. Toate furajele utilizate în cadrul procesului de creștere a puilor sunt produse în propria fabrică de nutrețuri, fabrică ce furnizează furaje și pentru alți crescători de pui sau porci.